# Ельвдален (комуна)
Комуна Ельвдален (швед. Älvdalens kommun) — адміністративно-територіальна одиниця місцевого самоврядування, що розташована в лені Даларна у центральній Швеції. Із заходу проходить норвезько-шведський кордон.
Ельвдален 13-а за величиною території комуна Швеції. Адміністративний центр комуни — місто Ельвдален.

## Населення
Населення становить 7 164 чоловік (станом на вересень 2012 року). 
| Кількість населення комуни Ельвдален за 1970-2010 роки | Кількість населення комуни Ельвдален за 1970-2010 роки | Кількість населення комуни Ельвдален за 1970-2010 роки | Кількість населення комуни Ельвдален за 1970-2010 роки | Кількість населення комуни Ельвдален за 1970-2010 роки |
| ------------------------------------------------------ | ------------------------------------------------------ | ------------------------------------------------------ | ------------------------------------------------------ | ------------------------------------------------------ |
| Рік                                                    |                                                        |                                                        | Населення                                              |                                                        |
| 1970                                                   | 1970                                                   |                                                        | 8 970                                                  | 8 970                                                  |
| 1975                                                   | 1975                                                   |                                                        | 8 429                                                  | 8 429                                                  |
| 1980                                                   | 1980                                                   |                                                        | 8 348                                                  | 8 348                                                  |
| 1985                                                   | 1985                                                   |                                                        | 8 266                                                  | 8 266                                                  |
| 1990                                                   | 1990                                                   |                                                        | 8 353                                                  | 8 353                                                  |
| 1995                                                   | 1995                                                   |                                                        | 8 228                                                  | 8 228                                                  |
| 2000                                                   | 2000                                                   |                                                        | 7 718                                                  | 7 718                                                  |
| 2005                                                   | 2005                                                   |                                                        | 7 445                                                  | 7 445                                                  |
| 2010                                                   | 2010                                                   |                                                        | 7 207                                                  | 7 207                                                  |
| Джерело: SCB                                           |                                                        |                                                        |                                                        |                                                        |

## Населені пункти
Комуні підпорядковано 8 міських поселень (tätort) та низка сільських, більші з яких:
- Ельвдален (Älvdalen)
- Ідре (Idre)
- Серна (Särna)
- Рут (Rot)
- Вестермикеленґ (Västermyckeläng)
- Евертсберґ (Evertsberg)
- Осен (Åsen)
- Бруннсберґ (Brunnsberg)

## Галерея

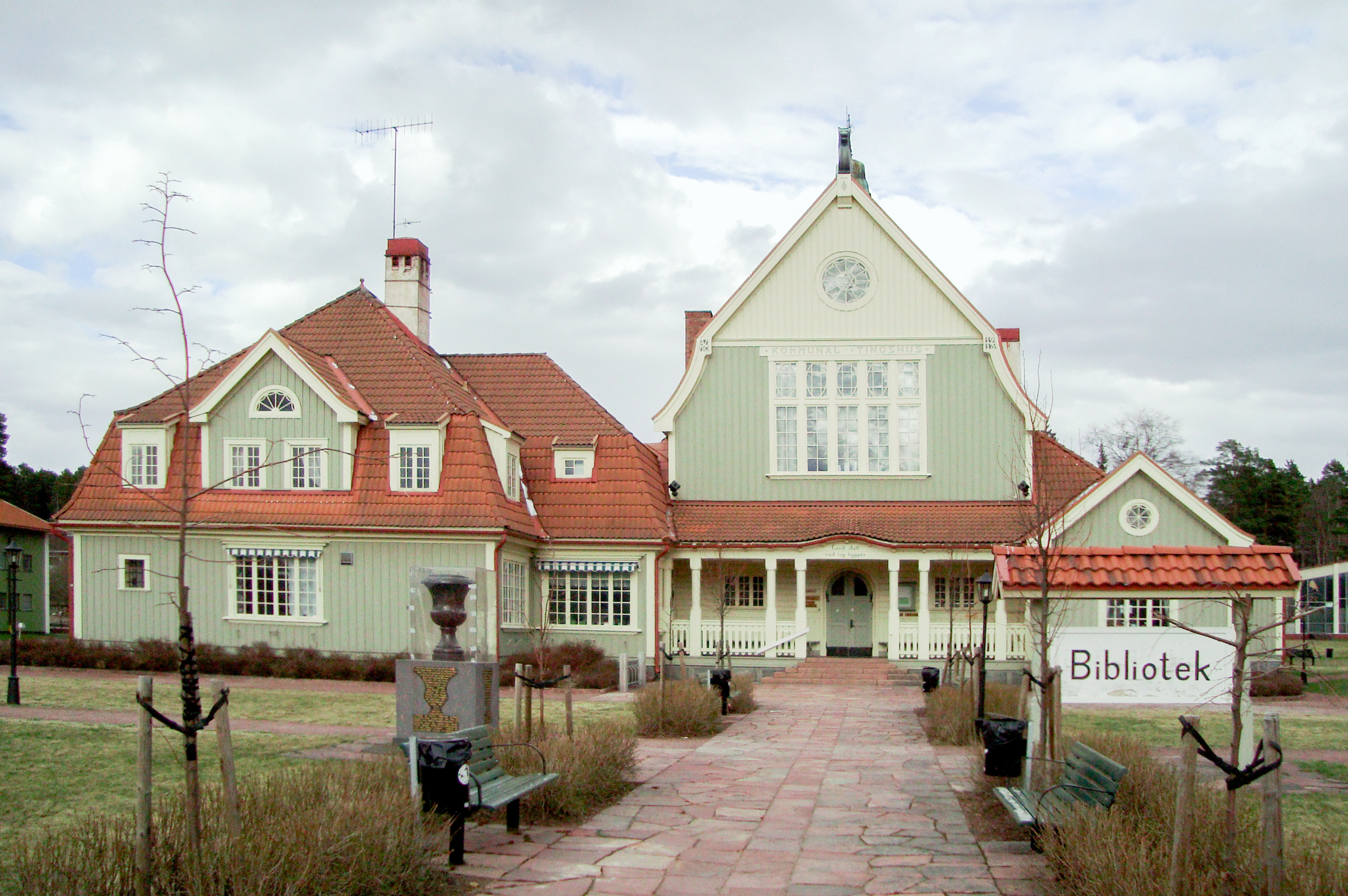
Бібліотека в Ельвдалені
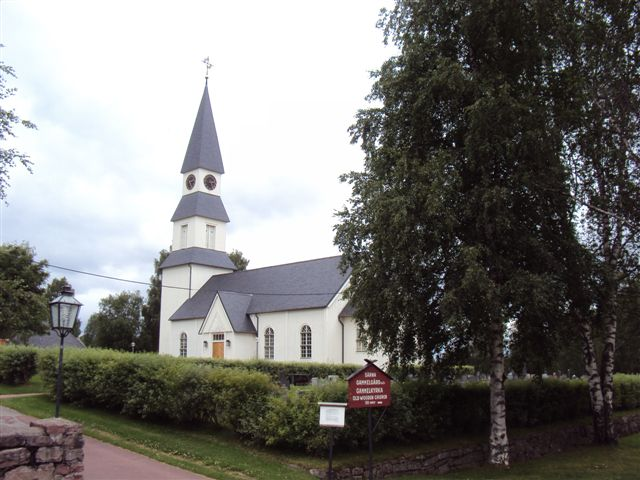
Церква (Серна)
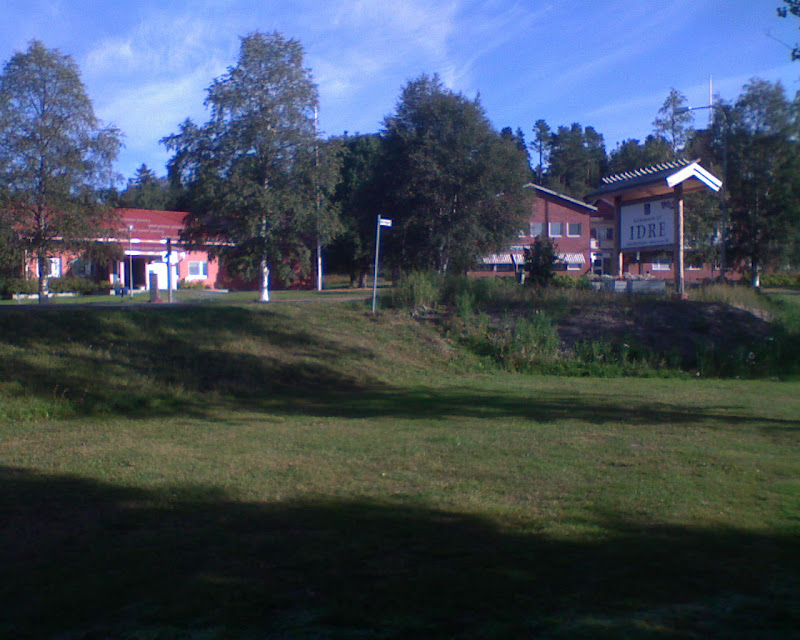
Містечко Ідре
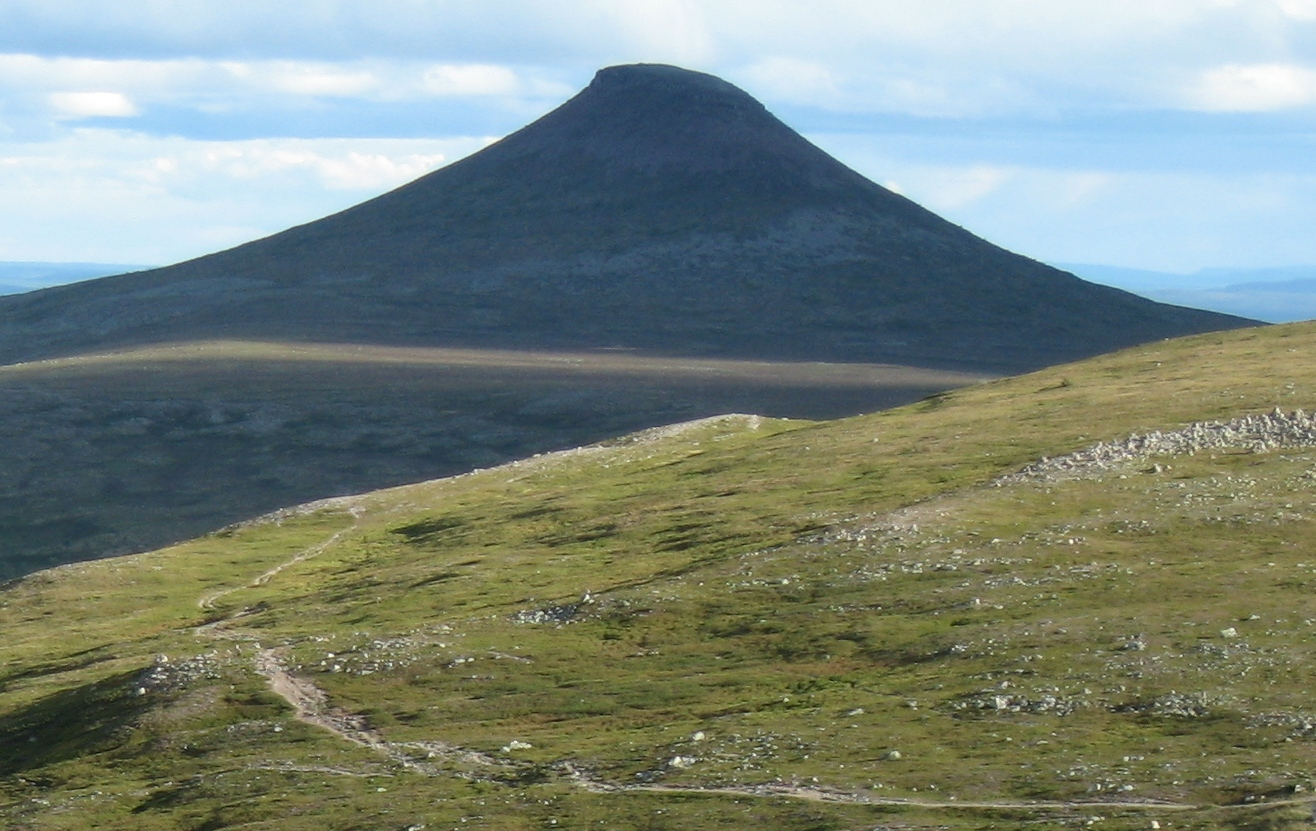
Гора Стеян

## Виноски
1. ↑  Folkmangd i riket, lan och kommuner (шв.) . Центральне бюро статистики Швеції. Архів оригіналу за 20 серпня 2013. Процитовано 17 лютого 2013.